# .nr
.nr je vrhovna internetska domena (country code top-level domain - ccTLD) za Nauru. Domenom upravlja CenpacNet.

## Vanjske poveznice
- IANA .nr whois informacija  Arhivirana inačica izvorne stranice od 25. srpnja 2008. (Wayback Machine)